# Histoire ancienne jusqu'à César et Faits des Romains
L'Histoire ancienne jusqu'à César et Faits des Romains constituent un ancien manuscrit enluminé réunissant deux chroniques médiévales d'histoire ancienne dont il ne subsiste plus que 5 feuillets isolés. L'ancien manuscrit a peut-être été enluminé par Jean Fouquet dans les années 1470-1475 à Tours. Quatre feuillets sont actuellement conservés au musée du Louvre et un autre au Rijksmuseum Amsterdam.

## Historique
Les cinq feuillets proviennent d'un manuscrit qui réunissait deux compilations médiévales en ancien français remontant au début du XIIIe siècle : l’Histoire ancienne jusqu'à César qui contient des textes de la Genèse à Jules César inspirés de l’Histoire contre les païens de Paul Orose et les Faits des Romains, qui contient des textes de Lucain, Suétone et Salluste. Ces deux textes ont été copiés à de multiples reprises jusqu'à la fin du Moyen Âge notamment dans des ouvrages enluminés. Le commanditaire de ce manuscrit n'a pu être identifié. Selon Claude Schaefer, les initiales LG apparaîtraient dans le grand dais de la scène du Couronnement d'Alexandre, qui renverraient à Laurent Gyrard, gendre d'Étienne Chevalier et mécène de Jean Fouquet. Cependant, les autres historiens de l'art contestent la présence de ces lettres.
Dès le XVIIe siècle, les feuillets sont déjà découpés. Il est en effet courant à l'époque de détacher les plus belles illustrations d'un livre pour en faire des peintures autonomes, a fortiori lorsqu'elles sont de qualité et que l'ouvrage est abimé. Ils sont localisés alors aux Pays-Bas, des paginations en néerlandais ont en effet été ajoutées à cette époque pour les faire figurer dans un portefeuille, sans suivre l'ordre du manuscrit original. Au XIXe siècle, les 4 feuillets actuellement au Louvre sont en Irlande, appartenant à William Horatio Crawford, un riche brasseur et collectionneur installé à Cork. Lors de sa vente après décès en 1891, les feuillets sont acquis par le bibliophile anglais Henry Yates Thompson. Ils sont exposés au musée du Louvre une première fois en 1904 à l'occasion d'une exposition sur les Primitifs français. Ils sont ensuite acquis par le musée en plusieurs étapes : le Couronnement d'Alexandre et la Bataille à l'occasion de ventes en 1912 (par l'intermédiaire de Maurice Fenaille) et 1921 (par l'intermédiaire des Amis du musée du Louvre), puis les deux derniers à l'occasion d'un legs effectué en 1946 par la veuve Thompson selon les vœux de son mari. Le feuillet d'Amsterdam est acquis par le Rijksmuseum chez l'antiquaire Frederick Müller à Amsterdam en 1889.

## Attribution des miniatures
C'est le collectionneur anglais Henry Yates Thompson qui voit pour la première fois la main de Jean Fouquet dans les quatre miniatures qu'il détient alors et qu'il publie dans une petite monographie datée de 1903. Le conservateur des peintures du Louvre Paul Leprieur confirme cette attribution et contribue à leur exposition en 1904 puis leur acquisition par le musée. Cette attribution n'a jamais été contestée pendant un siècle.
En 1940, l'historien de l'art allemand Klaus Perls (en) propose de rattacher la miniature du Rijks au même manuscrit que les quatre miniatures du Louvre. Elle est de la même dimension, avec une disposition du texte et des décorations très proches et contient la même numérotation en néerlandais. Cependant, selon l'historienne de l'art Nicole Reynaud, le verso de cette miniature contient une version de l'Histoire ancienne qui n'est pas la même que celle présente dans le manuscrit de Fouquet. Selon elle, il semblerait étrange qu'un même manuscrit contiennent deux versions d'un même texte mélangé. Par ailleurs, le style de la peinture diffère elle aussi. D'une qualité moindre, la composition de l'image contient un ensemble de plusieurs scènes anecdotiques contrairement aux autres images dont la composition est centrée sur un seul sujet.
En 2003, à l'occasion de la rétrospective consacrée à Fouquet, François Avril conteste à son tour l'attribution des miniatures au maître. Selon lui, ces miniatures tardives dans son œuvre, se rapprochent dans le style de celui d'un suiveur de Fouquet et probablement son fils appelé selon le nom de convention de Maître du Boccace de Munich (Bibliothèque d'État de Bavière, Cod.Gall.6), qui est aussi l'auteur selon lui des miniatures des Antiquités judaïques (BNF, F.247 et NAF 21013). Il observe ainsi de nombreux points communs entre les trois manuscrits ce qui lui fait dire que les cinq miniatures de l'Histoire ancienne sont de la main de ce suiveur de Fouquet. Cette attribution est contestée par d'autres historiens de l'art dont Nicole Reynaud qui confirme la main de Fouquet dans les miniatures du Louvre.

## Description
Le manuscrit devait sans doute comporter à l'origine de nombreuses autres miniatures aujourd'hui disparues.

### Le Couronnement d'Alexandre
Il s'agit de la première des cinq illustrations dans le manuscrit démembré, intégrée autrefois dans l'Histoire ancienne. Elle représente le couronnement d'Alexandre le Grand comme roi de Macédoine succédant à son père Philippe. Le dos du feuillet contient une partie du texte du chapitre précédent évoquant le domptage de Bucéphale par Alexandre. La composition de la miniature fait preuve d'une grande symétrie et d'un double point de fuite centré sur le dais à mi-hauteur et sur le milieu de la cuirasse du roi. Ce dernier porte la couronne, l'épée et le globe sur le modèle de Charlemagne. Cette composition est très proche de celles des miniatures du Livre d'heures d'Étienne Chevalier, même si elle a été peinte une vingtaine d'années plus tard.

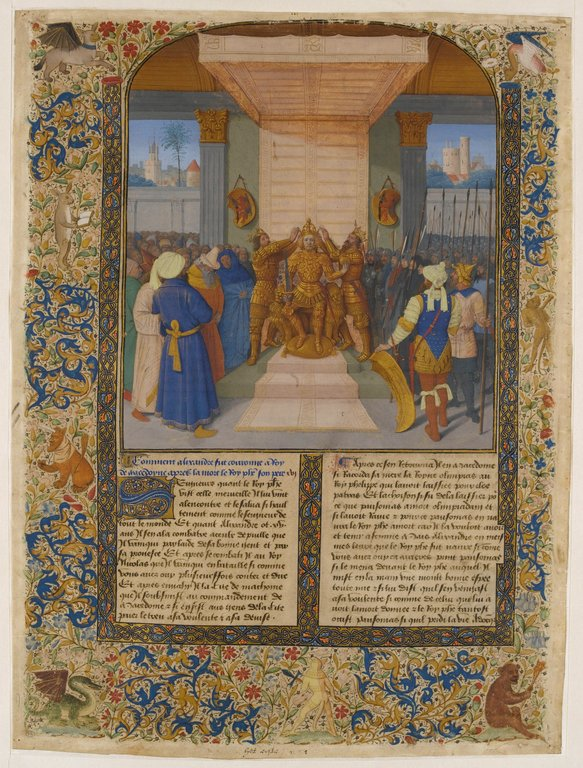
Couronnement d'Alexandre
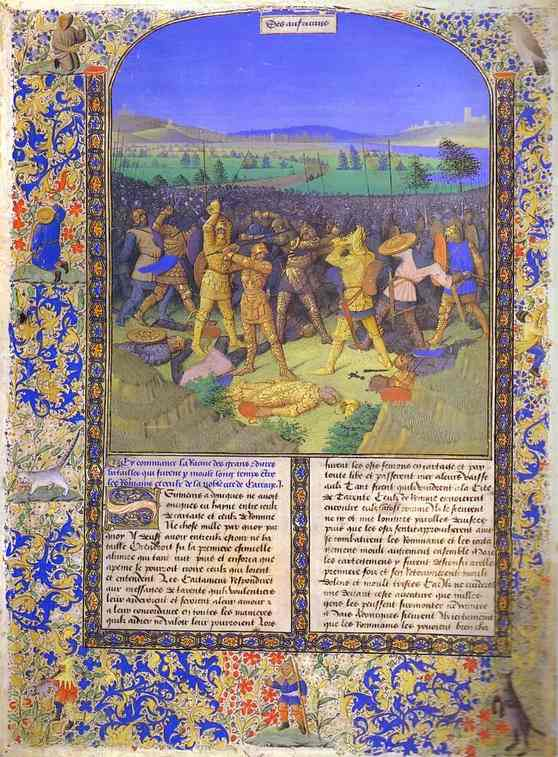
Bataille entre Romains et Carthaginois

### Bataille entre Romains et Carthaginois
Cette scène, autrefois appelée Bataille de Cannes, ne représente pas une bataille en particulier mais l'ensemble des guerres entre Rome et Carthage. Le feuillet appartient à la dernière partie de l'Histoire ancienne qui évoque les guerres puniques. Les personnages du premier plan, en armure dorée et brandissant leurs épées, sont présentés dans un mouvement presque suspendu, immobiles dans l'action, devant une masse grise de combattants. La scène contraste avec le paysage apaisé en arrière-plan.

### Le Passage du Rubicon par César
Le feuillet est extrait des Faits de Romains. Elle ne représente pas le passage du Rubicon lui-même mais l'épisode qui le précède immédiatement, tiré de la Pharsale de Lucain : un double prodige apparait à l'armée de Jules César : tout d'abord la figure de Rome éplorée, personnifiée sous la forme d'une jeune fille, lui apparait pour le persuader de ne pas passer le fleuve, ce qui était interdit à toute armée romaine. Puis un géant habillé de blanc surgit et entraine l'armée romaine dans sa traversée du fleuve. Plusieurs dispositifs dans le décor suggèrent la profondeur et la perspective : les trois arbres élancés et alignés, une série de collines, les méandres du fleuve ou encore la forteresse sur un éperon rocheux ou le dégradé de couleur dans le ciel. Le géant avec sa trompette efface presque la figure de Rome située derrière. Au premier plan, le fleuve prend une couleur rouge car le texte signale que la couleur de son sablon était de cette teinte. Tous ces détails montrent que Fouquet a lu attentivement le texte pour réaliser son illustration.

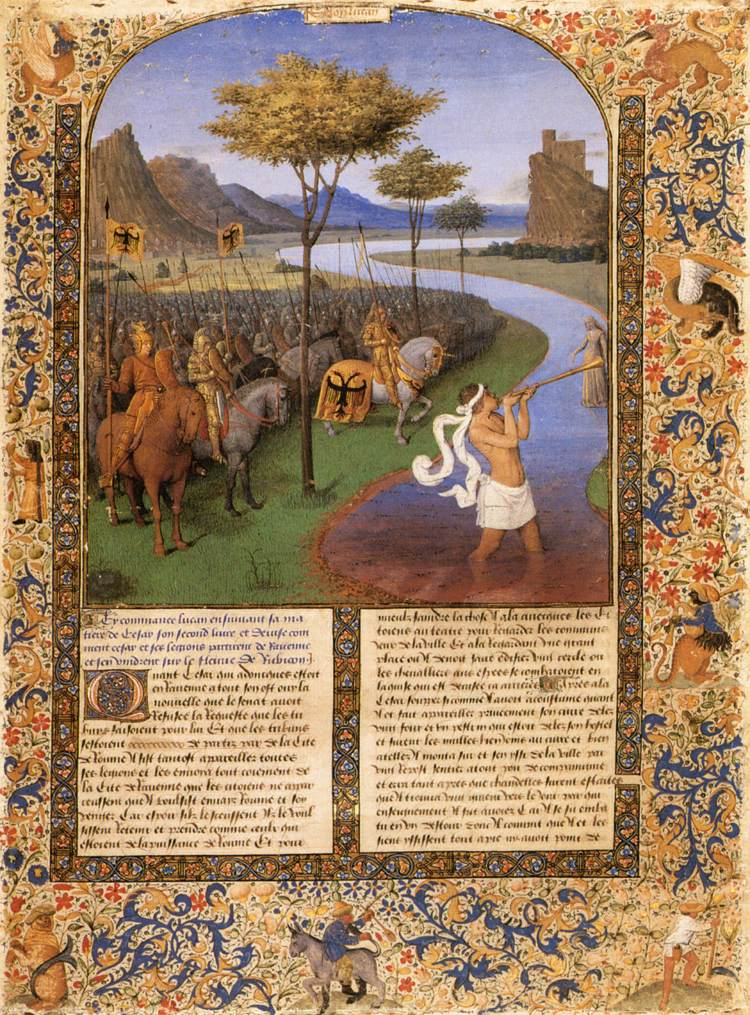
Le Passage du Rubicon par César
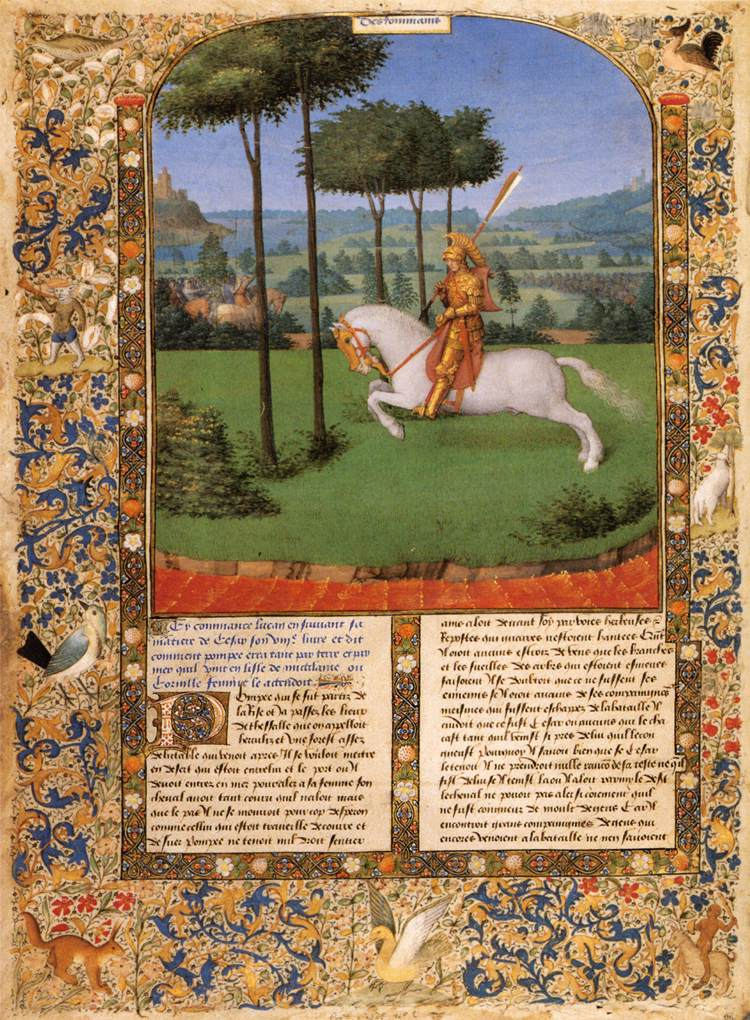
La Fuite de Pompée après la bataille de Pharsale

### La Fuite de Pompée après la bataille de Pharsale
Après sa défaite à Pharsale, le texte signale que Pompée « erra tant par terre que par mer qu'il vint en l'isle de Mictilaine [Mytilène] où Cornille [sa] femme le actendoit ». À nouveau, comme dans l'épisode du Rubicon, Fouquet crée un effet de profondeur avec la végétation dont l'alignement des grands arbres et l'étagement des bosquets. Au premier plan, comme l'indique le texte, il arrive sur les bords d'un fleuve teinté de rouge du sang des morts de la bataille. Le rouge contraste fortement avec le vert du paysage (signalé aussi dans le texte), la blancheur de la robe du cheval et l'or de l'armure du héros.

### Histoire de Samson
Deux épisodes tirées d'une version plus tardive que la précédente de l'Histoire ancienne sont représentés ici en même temps : Samson tue un lion à main nue à droite et à gauche, il écarte les colonnes du temple à Dagon et le détruit, tuant des milliers de Philistins. Dans cette miniature, on ne retrouve plus le même traitement de la perspective que dans les précédentes. Selon Reynaud, tout y est plus maladroit, anecdotique et déséquilibré que dans les autres peintures du maître.

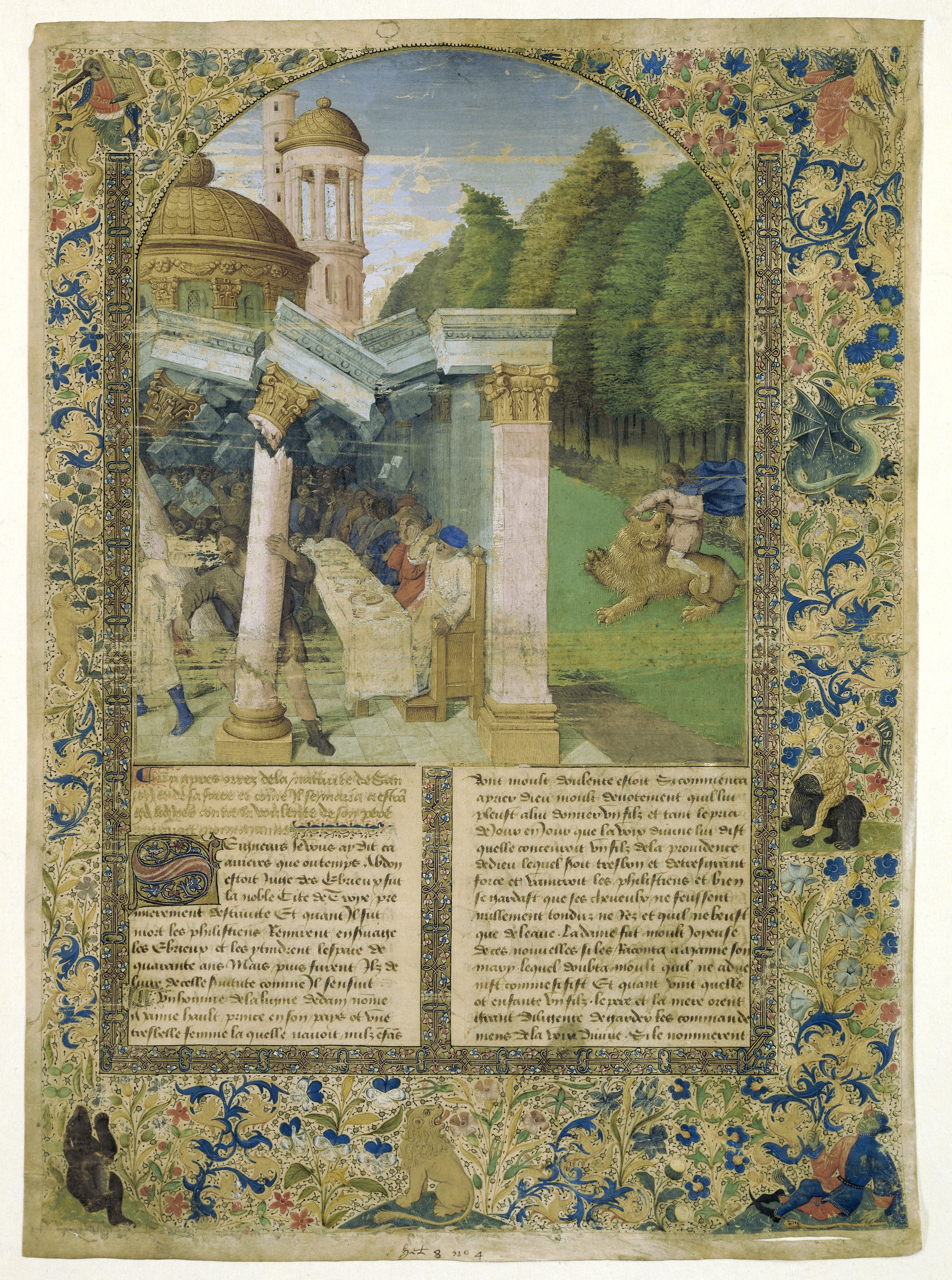